# 자발라 (수메르)

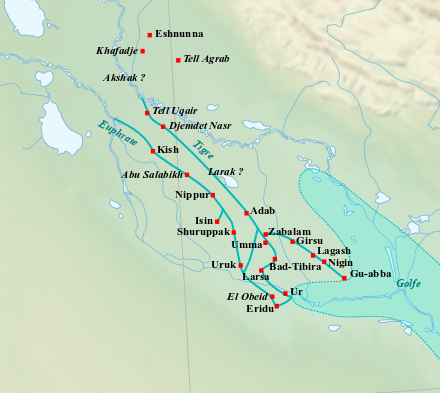

자발라(또는 자발람, 현대의 텔 이브제이크)는 이라크의 수메르 문명 고대 도시로 혀내 디 과르 주 내에 위치한다.
설형 문자 문헌은 함무라비가 자발라의 지구라트 에지칼람마를 세워 여신 이난나에 바쳤다. 수메르가 합병된 후 자발라는 근처의 도시 국가 움마에 의해 운영되었다.